# Albrecht mladší z Kolowrat
Albrecht mladší z Kolowrat (1369–1413 nebo 1416?) byl český šlechtic a jeden z prvních členů rodu Kolowratů, předek linie libštejnské i krakovské. 

## Život
Albrecht mladší byl nejstarší syn Albrechta staršího z Kolowrat († 1391) a jeho manželky Anny ze Seebergu (Žamberku, Slavětína). Místo ani datum jeho narození není známo. Měl několik sourozenců:
- Mikuláš († 1392), zakladatel linie kornhauzské (mšecké) a žehrovské,
- Purkart († asi roku 1410), praotec linií bezdružické a novohradské,
- Herbort († 1420), zakladatel linie mašťovské,
- Aleš († 1422) držel v roce 1401-20 Březno
- Maruška († asi 1419), provdaná za Duška ze Žirotína na Pnětlukách (1372–1414).

### Činnost a kariéra

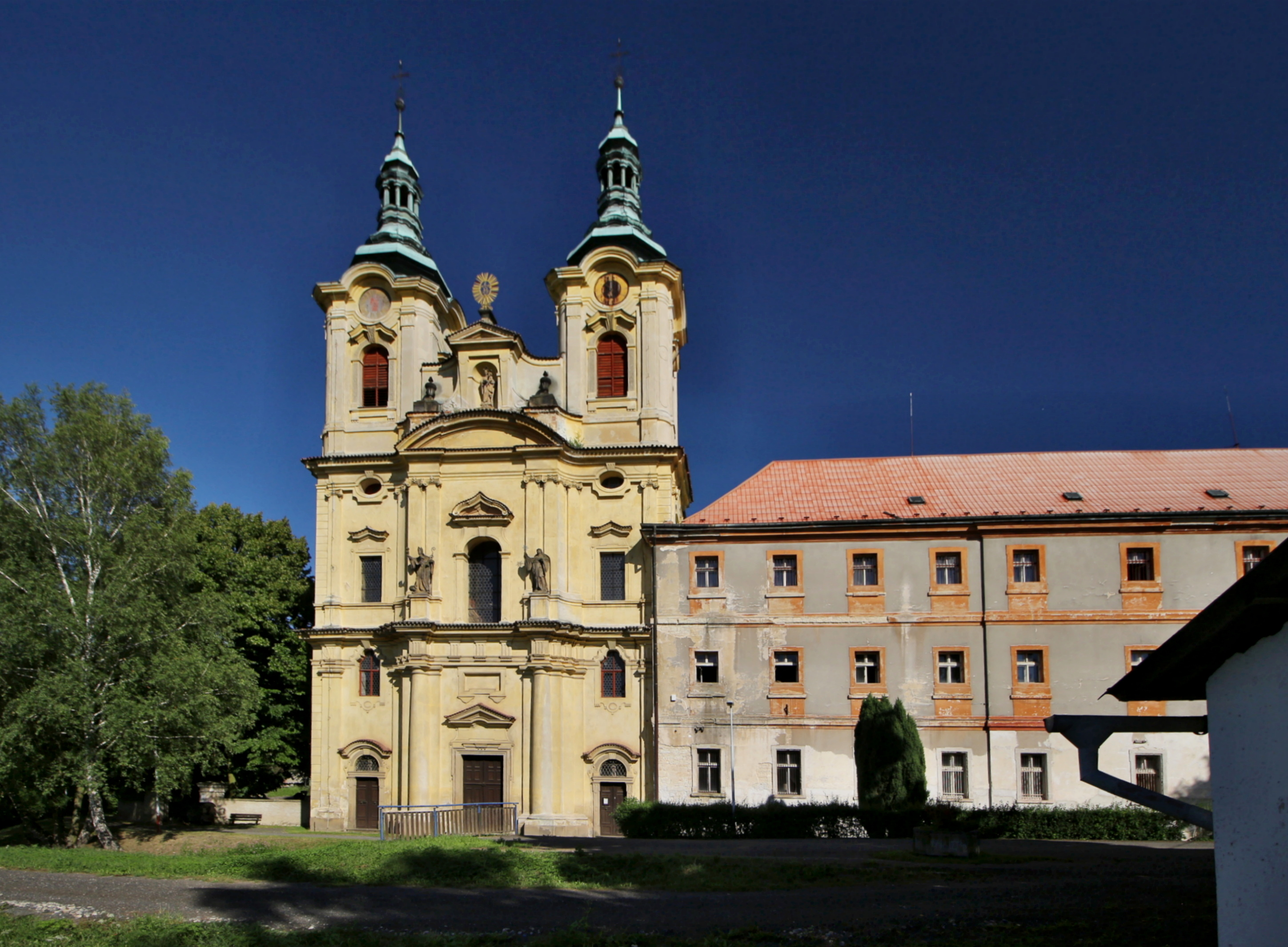
Ročovský klášter s kostelem Nanebevzetí Panny Marie

Poprvé je Albrecht listině doložen k roku 1369 jako spolupatron klášterního kostela Nanebevzetí Panny Marie v Ročově a v roce 1380 se byl společně se svým otcem a bratry Purkartem a Herbortem spoluzakladatelem augustiniánského kláštera v Dolním Ročově, již v roce 1373 potvrzeného králem Karlem IV. a o rok později také papežem Řehořem XI. v Avignonu. 
Dále jsou známy jeho patronáty v kostelích v Oboře (1405) a v Albrechticích (1410).
V roce 1379 byl Albrecht jmenován podvýběrčím daní v Plzeňském kraji, v letech 1383–1392 vykonával funkci hejtmana v saském Fojtsku, v letech 1392–1401 působil jako přísedící zemského a lenního dvorského soudu. V roce 1382 nebo 1397 je zaznamenán jako soudce hrdelního soudu Plzeňského a Žateckého kraje. V letech 1405–1412 byl hejtmanem Loketského kraje.

### Rodina a potomstvo
Albrecht z Kolovrat byl ženatý s Kateřinou Tistavou z Hedčan, což byla nejspíše dcera zakladatele a stavitele hradu Libštejna Oldřicha Tisty z Hedčan († 1379). Měl s ní syny Bedřicha (1408–1432) a Hanuše I. (1453 byl již mrtev) a patrně i Jana (doložen 1416–1418).

## Majetek
Roku 1392 (nebo 1397) je zaznamenán jako pán na Krašově, který zdědil po svém otci. Zároveň je uváděn i na Hradišti, přičemž v Kozojedech, Hradišti a Milíčově byl i patronem tamních kostelů. V roce 1396 byl již sezením na Kolešovicích a na Libštejně, kde tamější hrad získal po roce 1379 do vlastnictví jeho otec. Od roku 1397 je uváděn i na Bezděkově. V roce 1395 získal od Jana Čiháka z Dubé tvrz Dub a v roce 1407 ves Čertousy. V letech 1410–1413 je uváděn i jako pán na hradě Jezeří, k němuž patřily vsi Albrechtice, Jezeří, Rvenice a další statky.